# Ilia Topuria
Ilia Topuria Bendeliani (en georgiano: ილია თოფურია ბენდელიანი; Halle, Renania del Norte-Westfalia, Alemania, 21 de enero de 1997) es un artista marcial mixto hispano-georgiano. Actualmente compite en la división de peso ligero de la Ultimate Fighting Championship, donde es el actual Campeón Mundial de Peso Ligero de UFC y ha sido Campeón Mundial de Peso Pluma de UFC; Ostentó el título desde febrero de 2024 hasta abril de 2025 con una defensa, dejando el título vacante para subir de división. Es el primer peleador invicto en convertirse en campeón de dos divisiones de UFC y el décimo en general. Desde el 1 de julio de 2025, se encuentra en la posición #1 del ranking libra por libra de la UFC.
Anteriormente, fue campeón del Campeonato de Peso Pluma de MFE y compitió por el Campeonato de Peso Gallo de Cage Warriors, donde venció por estrangulamiento anaconda en el 1.º asalto; al fallar el peso (139.4 lbs) no pudo optar al cinturón.  
Es el hermano menor del también peleador de UFC Aleksandre Topuria (n. 1996).

## Primeros años
Topuria nació en Halle (Alemania). Es hijo de padres georgianos, con los que se mudó a Georgia a los siete años. Comenzó a practicar lucha grecorromana en la escuela. A los catorce años se trasladó a vivir a Alicante, España, donde comenzó a practicar artes marciales mixtas de la mano de los argentinos Jorge y Agustín Climent, en el gimnasio Climent Club. A nivel amateur consiguió el campeonato de Arnold Schwarzenegger, el Arnold Fighters y un subcampeonato de Europa de jiu-jitsu brasileño en la categoría júnior. En 2015 debutó como profesional en promotoras locales. Antes de esto trabajó como vigilante de seguridad privada y de cajero en diversas tiendas.

## Carrera de artes marciales mixtas
Su carrera comienza en 2015 en España con pequeñas promotoras. En 2018 hizo su primera pelea internacional en Cage MMA Finland. Meses más tarde en junio de 2018 recibió la oportunidad de pelear por el cinturón de peso gallo de Cage Warriors en el Lotto Arena de Amberes, Bélgica. Topuria no dio el peso, por lo que a pesar de ganar rápidamente la pelea mediante sumisión, no obtuvo el cinturón; que retuvo Brian Boluand.

### Brave Combat Federation
En 2019 firma con la compañía Brave Combat Federation. Topuria hizo su debut con la promotora en Bogotá, Colombia, derrotando por sumisión en el primer asalto a su rival Luis Gómez; lo que le lleva a conseguir el premio a la mejor actuación de la noche. El 15 de noviembre de 2019, en Baréin, gana su segundo combate en Brave al derrotar a Steven Goncalves por nocaut en el primer asalto.

### Ultimate Fighting Championship
Topuria, como reemplazo de Seung Woo hoi, enfrentó en corto aviso a Youssef Zalal el 11 de octubre de 2020, en UFC Fight Night 179. Topuria ganó la pelea por decisión unánime.
Topuria enfrentó a Damon Jackson el 5 de diciembre de 2020, en UFC on ESPN 19. Ganó la pelea por nocaut en el primer asalto.
Topuria enfrentó a Ryan Hall el 10 de julio de 2021, en UFC 264. Ganó la pelea por nocaut en el primer asalto.
Topuria estaba programado para enfrentar a Movsar Evloev el 22 de enero de 2022, en UFC 270. Sin embargo, Evloev se retiró de la pelea por razones desconocidas y fue reemplazado por Charles Jourdain. Sin embargo, Topuria se retiró del evento por razones médicas relacionadas al corte de peso y la pelea fue cancelada.
Topuria enfrentó a Jai Herbert el 19 de marzo de 2022, en UFC Fight Night 204. Ganó la pelea por nocaut en el segundo asalto. Esta victoria lo hizo merecedor de su primer premio de Actuación de la Noche.
Topuria estaba programado para enfrentar a Edson Barboza el 29 de octubre de 2022, en UFC Fight Night 213. Sin embargo, Barboza se retiró de la pelea a final de septiembre debido a una lesión de rodilla.
Topuria enfrentó a Bryce Mitchell el 10 de diciembre de 2022, en UFC 282. Ganó la pelea por sumisión en el segundo asalto. Esta victoria lo hizo merecedor de su segundo premio de Actuación de la Noche.
Topuria inicialmente estaba programado para enfrentar a Josh Emmett el 17 de junio de 2023, en UFC on ESPN 46. Sin embargo, la promoción anunció que la pelea sería cambiada para encabezar el UFC on ABC 5 el 24 de junio de 2023. Ganó la pelea por decisión unánime. Esta pelea lo hizo merecedor de su primer premio de Pelea de la Noche.

#### Campeonato Mundial de Peso Pluma de UFC
Topuria estaba programado para enfrentarse a Alexander Volkanovski el 20 de enero de 2024 por el Campeonato Mundial de Peso Pluma de UFC en UFC 297. Sin embargo, Volkanovski fue llamado para enfrentar a Islam Makhachev por el Campeonato Mundial de Peso Ligero de UFC en UFC 294. Como resultado, esta pelea se retrasó un mes para encabezar el UFC 298 el 17 de febrero de 2024. Ganó la pelea y el título por KO en el segundo asalto. Esta victoria lo hizo merecedor de su tercer premio de Actuación de la Noche.

#### Primera defensa del Campeonato Mundial de Peso Pluma de UFC
El 26 de octubre de 2024, Topuria se enfrentaría contra Max Holloway en UFC 308. En una pelea que se fue al tercer asalto, logró noquear a su rival, consiguiendo así defender su cinturón por primera vez. Esta victoria lo hizo merecedor de su cuarto premio de Actuación de la Noche.

#### Vacancia del título
A pesar de los rumores de una revancha entre Topuria y Volkanovski para el 19 de febrero de 2025, se anunció que Topuria dejará vacante el campeonato de peso pluma tan pronto como comience el evento principal del campeonato de peso pluma en UFC 314. El presidente de UFC, Dana White, explicó el movimiento inesperado de Topuria, citando dificultades para reducir el peso, una falta de interés en la competencia de la división y un deseo de subir al peso ligero de forma permanente.

#### Campeonato Mundial de Peso Ligero de UFC
Topuria se enfrentó a Charles Oliveira el 28 de junio de 2025, por el Campeonato Vacante de Peso Ligero de UFC en UFC 317. Topuria venció a Oliveira por KO en el primer asalto en el minuto 2:27 de la pelea. Esta victoria lo hizo merecedor de su quinto premio de Actuación de la Noche.

## Estilo de pelea
Inicialmente, Topuria se incorporó a UFC con una sólida base en jiu-jitsu brasileño. Se dedicó a mejorar su juego de pie, desarrollando un enfoque centrado en el boxeo bajo la guía de entrenadores experimentados. Su estilo de boxeo se caracteriza por una selección precisa de golpes, combinaciones fluidas y una potencia notable, que se puso de manifiesto en sus victorias por nocaut sobre Alexander Volkanovski, Max Holloway y Charles Oliveira. Su ejecución del boxeo es estratégica, utilizando su juego de pies y posicionamiento para preparar golpes limpios que alteran el curso de la pelea. Ha citado el estilo de boxeo mexicano, en particular el de Canelo Álvarez, como una gran inspiración para su golpeo, adaptando sus principios a las artes marciales mixtas.

## Vida personal

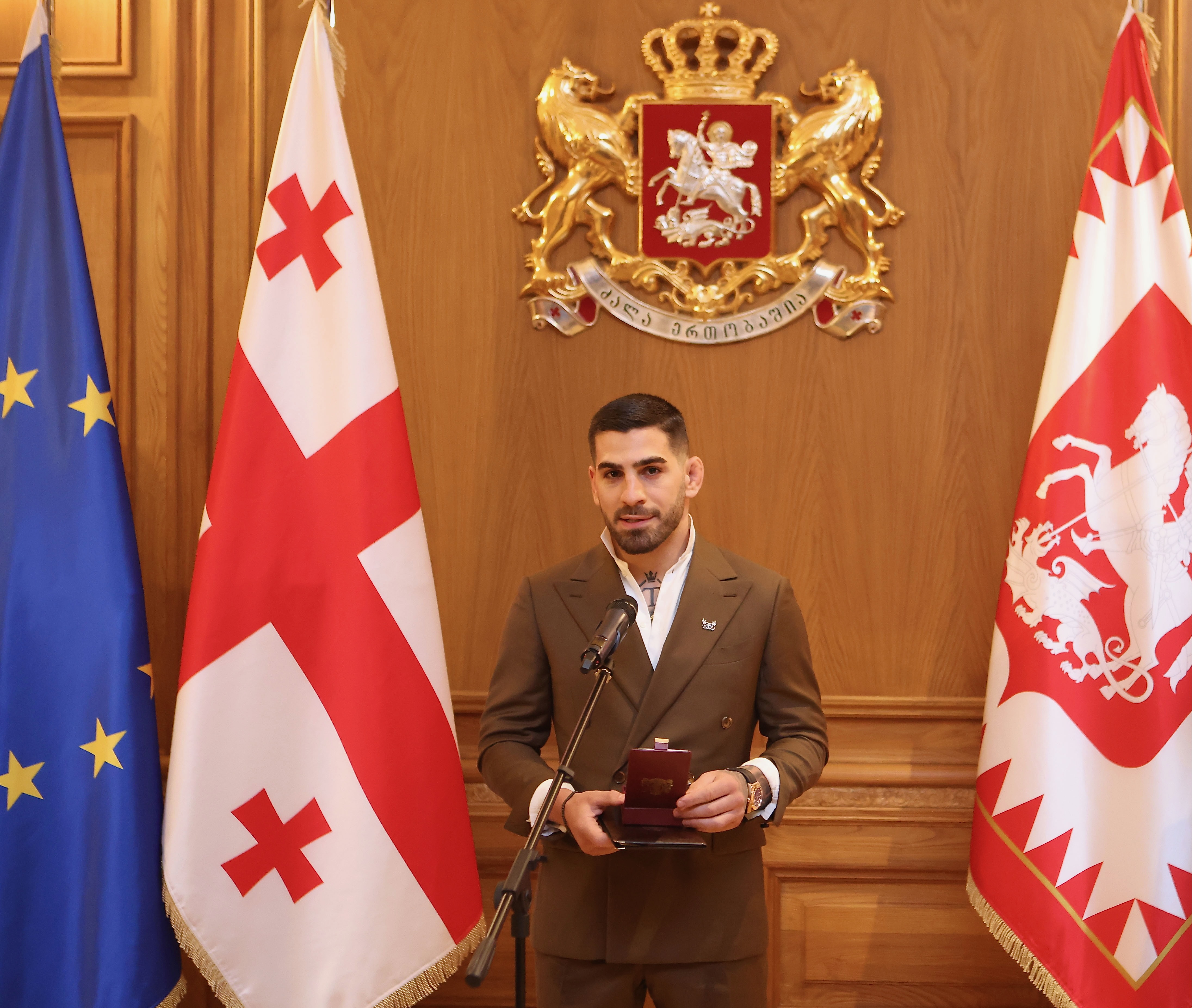
Ilia Topuria en el palacio Orbeliani de Georgia.

Ilia habla georgiano, castellano e inglés con fluidez. También habla un poco de mingreliano. Tiene dos hijos: Hugo, fruto de una relación pasada, y Giorgina, junto con su pareja actual, Giorgina Uzcategui. Además, tiene un hermano llamado Aleksandre, que también es un peleador que compite en UFC.
El 5 de marzo de 2024, el Consejo de Ministros le concedió la ciudadanía española. El 21 de marzo de ese año, recibió la Orden de Honor de manos de la presidenta de Georgia (Salomé Zurabishvili) en el Palacio Orbeliani de Tiflis.
El 2 de mayo de 2025 recibió la gran cruz de la Orden del Dos de Mayo que otorga la Comunidad de Madrid.

## Campeonatos y logros

### Artes marciales mixtas
- Ultimate Fighting Championship
  -  Campeonato Mundial de Peso Ligero de UFC (Una vez, actual)
    - Primer doble campeón invicto de UFC
    - Primer campeón con nacionalidad Española en la historia de UFC

  -  Campeonato Mundial de Peso Pluma de UFC (Una vez)
    - Una defensa titular exitosa
    - Primer campeón Georgiano en la historia de UFC
    - Primer campeón nacido en Alemania en la historia de UFC

  - Actuación de la Noche (Cinco veces) vs. Jai Herbert, Bryce Mitchell, Alexander Volkanovski, Max Holloway y Charles Oliveira[30][36][46][49][54]
  - Pelea de la Noche (Una vez) vs. Josh Emmett[41]
  - 10° peleador en convertirse en campeón en 2 divisiones en la historia de UFC
  - N° 1 del ranking libra por libra de UFC (Una vez; actual)

- BRAVE CF
  - Actuación de la Noche (Una vez)

- Mix Fight Events
  - Campeonato de Peso Pluma de MFE (Una vez)
- MMAjunkie.com
  - Sumisión del Mes de diciembre de 2022 vs. Bryce Mitchell[63]
- BodySlam.net
  - Peleador del Año 2024[64]

## Récord en artes marciales mixtas
| Récord profesional | Récord profesional | Récord profesional |
| 17 peleas          | 17 victorias       | 0 derrotas         |
| ------------------ | ------------------ | ------------------ |
| Nocaut             | 7                  | 0                  |
| Sumisión           | 8                  | 0                  |
| Decisión           | 2                  | 0                  |

| Resultado | Récord | Oponente                  | Método                              | Evento                                | Fecha                   | Asalto | Tiempo | Localización          | Notas |
| --------- | ------ | ------------------------- | ----------------------------------- | ------------------------------------- | ----------------------- | ------ | ------ | --------------------- | --- |
| Victoria  | 17–0   | Charles Oliveira          | KO (puñetazo)                       | UFC 317                               | 28 de junio de 2025     | 1      | 2:27   | Las Vegas, Nevada     | Regreso a Peso Ligero. Ganó el Campeonato Vacante de Peso Ligero de UFC. Actuación de la noche.                                      |
| Victoria  | 16–0   | Max Holloway              | KO (golpes)                         | UFC 308                               | 26 de octubre de 2024   | 3      | 1:34   | Abu Dabi              | Defendió el Campeonato de Peso Pluma de UFC. Actuación de la Noche. Dejó el título vacante el 20 de febrero de 2025.                 |
| Victoria  | 15–0   | Alexander Volkanovski     | KO (puñetazo)                       | UFC 298                               | 17 de febrero de 2024   | 2      | 3:32   | Anaheim, California   | Ganó el Campeonato de Peso Pluma de UFC. Actuación de la Noche.                                                                      |
| Victoria  | 14–0   | Josh Emmett               | Decisión (Unánime)                  | UFC on ABC: Emmett vs. Topuria        | 24 de junio de 2023     | 5      | 5:00   | Jacksonville, Florida | Pelea de la Noche. |
| Victoria  | 13–0   | Bryce Mitchell            | Sumisión (arm-triangle choke)       | UFC 282                               | 10 de diciembre de 2022 | 2      | 3:10   | Las Vegas, Nevada     | Regreso a peso pluma. Actuación de la Noche.                                                                                         |
| Victoria  | 12–0   | Jai Herbert               | KO (puñetazo)                       | UFC Fight Night: Volkov vs. Aspinall  | 19 de marzo de 2022     | 2      | 1:07   | Londres               | Debut en peso ligero. Actuación de la Noche.                                                                                         |
| Victoria  | 11–0   | Ryan Hall                 | KO (golpes)                         | UFC 264                               | 11 de julio de 2021     | 1      | 4:47   | Las Vegas, Nevada     | |
| Victoria  | 10–0   | Damon Jackson             | KO (puñetazo)                       | UFC on ESPN: Hermansson vs. Vettori   | 5 de diciembre de 2020  | 1      | 2:38   | Las Vegas, Nevada     | |
| Victoria  | 9–0    | Youssef Zalal             | Decisión (unánime)                  | UFC Fight Night: Moraes vs. Sandhagen | 10 de octubre de 2020   | 3      | 5:00   | Abu Dabi              | |
| Victoria  | 8–0    | Steven Goncalves          | KO (puñetazo)                       | BRAVE CF 29                           | 15 de noviembre de 2019 | 1      | 3:42   | Reino de Baréin       | |
| Victoria  | 7–0    | Luis Gómez                | Sumisión (triangle choke)           | BRAVE CF 26                           | 7 de septiembre de 2019 | 1      | 1:15   | Bogotá                | Regreso a peso pluma. Actuación de la Noche.                                                                                         |
| Victoria  | 6–0    | Brian Bouland             | Sumisión técnica (anaconda choke)   | Cage Warriors 94                      | 16 de junio de 2018     | 1      | 1:39   | Amberes               | Por el Campeonato Vacante de Peso Gallo de Cage Warriors; Topuria no dio el peso (139.4 lbs) y no era elegible para ganar el título. |
| Victoria  | 5–0    | Mika Hamalainen           | Sumisión (mounted guillotine choke) | CAGE 43                               | 28 de abril de 2018     | 1      | 3:35   | Helsinki              | Debut en peso gallo. |
| Victoria  | 4–0    | Jhon Guarin               | Sumisión (guillotine choke)         | Mix Fights Events 2                   | 5 de noviembre de 2016  | 2      | 2:50   | Sollana, Valencia     | Ganó el Campeonato de Peso Pluma de MFE.                                                                                             |
| Victoria  | 3–0    | Daniel Vásquez            | Sumisión (rear-naked choke)         | Mix Fights Events                     | 5 de julio de 2016      | 1      | 1:50   | Alicante              | Pelea en peso pactado (141 lbs). |
| Victoria  | 2–0    | Kalil Martin              | Sumisión (rear-naked choke)         | Climent Show MMA 4                    | 9 de mayo de 2015       | 1      | 1:03   | Alicante              | |
| Victoria  | 1–0    | Francisco Javier Asprilla | Sumisión (Reverse triangle choke)   | West Coast Warriors                   | 4 de abril de 2015      | 1      | 3:30   | Valencia              | Debut en peso pluma. |

## Peleas en Pay-per-view
| N.º | Evento  | Pelea                   | Fecha                 | Sede           | Ciudad                              | Compras de PPV |
| --- | ------- | ----------------------- | --------------------- | -------------- | ----------------------------------- | -------------- |
| 1.  | UFC 298 | Volkanovski vs. Topuria | 17 de febrero de 2024 | Honda Center   | Anaheim, California, Estados Unidos | No revelado    |
| 2.  | UFC 308 | Topuria vs. Holloway    | 26 de octubre de 2024 | Etihad Arena   | Abu Dabi, Emiratos Árabes Unidos    | No revelado    |
| 3.  | UFC 317 | Topuria vs. Oliveira    | 28 de junio de 2025   | T-Mobile Arena | Las Vegas, Nevada, Estados Unidos   | No revelado    |

## Audiovisuales
El 19 de septiembre de 2024 estrena en cines Topuria: Matador, película documental sobre su historia de superación, de niño a lograr el campeonato mundial de la UFC. Producida por Señor Mono está dirigida por Giampaolo Mamfreda que firma el guion con Gracia Solera. Filmax la distribuirá a nivel mundial y Movistar+, que participa en la producción, la emitirá en televisión.  